# Quasipaa
Quasipaa es un género de anfibios anuros de la familia Dicroglossidae que se distribuyen por el sur de China y por Indochina.

## Lista de especies
Se reconocen las 12 siguientes según ASW:
- Quasipaa acanthophora Dubois & Ohler, 2009
- Quasipaa binhi C. T. Pham, Hoang, Phan, A. V. Pham, Ong, V. H. T. Nguyen, Ziegler & T. Q. Nguyen, 2025[2]
- Quasipaa boulengeri (Günther, 1889)
- Quasipaa courtoisi (Angel, 1922)
- Quasipaa exilispinosa (Liu & Hu, 1975)
- Quasipaa fasciculispina (Inger, 1970)
- Quasipaa jiulongensis (Huang & Liu, 1985)
- Quasipaa ohlerae C. T. Pham, Hoang, Phan, A. V. Pham, Ong, V. H. T. Nguyen, Ziegler & T. Q. Nguyen, 2025[2]
- Quasipaa shini (Ahl, 1930)
- Quasipaa spinosa (David, 1875)
- Quasipaa verrucospinosa (Bourret, 1937)
- Quasipaa yei (Chen, Qu & Jiang, 2002)

## Publicación original
- Dubois, A. 1992. Notes sur la classification des Ranidae (Amphibiens anoures). Bulletin Mensuel de la Société Linnéenne de Lyon, vol. 61, p.305-352.